# Massacre de Mai Kadra
La massacre de Mai Kadra va ser una neteja ètnica amb assassinats massius realitzats entre el 9 i el 10 de novembre de 2020 a la ciutat de Mai Kadra, a la regió de Tigre, al nord-oest d'Etiòpia, a prop de la frontera sudanesa. La responsabilitat es va atribuir a joves del Samri i d'altres kebeles lleials al Front d'Alliberament de Tigre, en investigacions preliminars realitzades per Amnistia Internacional (Amnistia), la Comissió de Drets Humans d'Etiòpia (EHRC) i el Consell de Drets Humans d'Etiòpia (EHRCO); i a les milícies d'Amhara, en entrevistes realitzades a Sudan per Reuters i el Financial Times i a les dues milícies d'Amhara i a la Força de Defensa Nacional d'Etiòpia (ENDF) per Associated Press (AP), Vice, Agence France-Presse (AFP) i AfricaNews.
Els assassinats van tenir lloc enmig d'un conflicte armat entre el govern regional dirigit pel TPLF i el govern federal, mentre les tropes de l'ENDF avançaven cap a la ciutat. Les víctimes han estat descrites com a "civils, que semblen haver estat treballadors migrants de cap manera involucrats en l'ofensiva militar en curs", especialment aquells que provenen de fora de la zona.
El nombre total de morts encara no és clar, però, segons Amnistia Internacional, en van morir "probablement centenars". Dos vídeos, que Amnistia Internacional va analitzar per demostrar que s’havia produït la massacre, mostren desenes de cadàvers amb ferides provocades per armes de fulla, com ara matxets. Segons l'EHRC, que va descriure la massacre com un "atac generalitzat i sistemàtic dirigit contra una població civil", almenys 600 persones van morir; EHRCO va comptabilitzar 1.100 morts. La majoria de les víctimes eren Amhara segons els informes del EHRC i EHRCO; refugiats afirmen que les víctimes eren tigrayanes.

## Antecedents
Al llarg del 2019 i del 2020, les tensions van augmentar progressivament entre el govern federal etíop, liderat pel primer ministre Abiy Ahmed, i el govern local de la regió de Tigre, dirigit per l'administrador en cap Debretsion Gebremichael, per les acusacions que els membres del Front Popular d'Alliberament de Tigre (TPLF), que era la força dominant en la política etíop després de la caiguda de Mengistu Haile Mariam el 1991, eren objecte injustament de persecució per part del govern central i recels de l'acord de pau Eritrea-Etiòpia, que el TPLF considerava que posava en perill la seva seguretat.
Les relacions federal-estat es van deteriorar considerablement després que la regió celebrés eleccions locals el setembre de 2020, que el TPLF va afirmar haver guanyat de manera esglaonada, tot i que el govern etíop va ajornar les eleccions fins al 2021 a causa de la pandèmia de COVID-19. Després de les eleccions, ambdós grups de governs van proclamar l'altre il·legítim i il·legal; el govern federal va afirmar que les eleccions regionals havien estat extraconstitucionals ni lliures ni justes, i el govern regional va insistir que el govern federal no va confirmar la constitució que va declarar que les eleccions havien de tenir lloc cada 5 anys i que el seu mandat havia expirat, la seva autoritat és nul·la.
Al novembre del 2020, va esclatar un conflicte obert entre els dos governs quan les forces de seguretat de la regió de Tigre presumptament van atacar la seu del Comandament Nord de la Força de Defensa Nacional d'Etiòpia (ENDF) a Mekelle. El govern federal va llançar ràpidament una ofensiva per restablir la seva autoritat, en un esforç concertat amb les forces de seguretat regionals de les regions Amhara i Afar. El govern etíop va tancar les comunicacions a Tigray, es va bloquejar l'accés a Internet i es va tancar la banca per als residents de Tigre, així com el transport d'anada i tornada. El govern central també va imposar restriccions estrictes sobre l'accés a les agències humanitàries i d'ajuda. Malgrat aquestes crides, el govern etíop va prioritzar la seguretat de la frontera de la regió amb Sudan i la ciutat fronterera de Humera, evitant així la possibilitat que les forces del TPLF obrissin una ruta de subministrament transfronterera.

## Matances

### Preparatius
La Comissió de Drets Humans d'Etiòpia, una agència governamental etíop, va publicar les seves conclusions preliminars el 24 de novembre, informant que uns dies abans de l'atac, la milícia local (o "força especial") i la policia van prohibir tots els punts de sortida de Mai Kadra. Els treballadors migrants, que provenien principalment de la veïna regió d'Amhara, tenien prohibit anar als seus llocs de treball o desplaçar-se per la ciutat. Els joves tigraians dels Samri i altres kebeles de Humera van establir punts de control als quatre punts principals de sortida. Els residents que van intentar fugir de la ciutat cap a les terres de cultiu perifèriques o a través de la frontera cap al Sudan van ser obligats a tornar pels centres de seguretat locals.
El 9 de novembre al matí, la policia local va començar a anar de porta en porta a determinats barris, en particular aquells on vivien treballadors migrants, revisant els carnets d'identitat per identificar persones no tigraïnes, detenint almenys 60 persones que tenien targetes SIM sudaneses en els seus telèfons mòbils. Segons els supervivents, això es va fer per evitar trucades d'ajuda o altres comunicacions un cop començat l'atac, ja que el govern federal ja havia apagat els serveis d'Internet i mòbils a la regió, és a dir, les targetes SIM etíopes. no va funcionar. També es va dir a les dones i als nens ètnics tigraians que abandonessin la ciutat poc abans de la massacre.

### Atacs
Els informes sobre els atacs inclouen dues reivindicacions principals: la de joves locals autors lleials al TPLF; i la dels autors de la milícia Amhara. Els informes de desembre suggereixen que ambdós grups, a més de les forces federals etíops, podrien haver participat en una sèrie de massacres.

#### Reclamació: autors de Samri kebele
Els assassinats van començar a primera hora de la tarda del 9 de novembre, a les 11:00 en algunes zones, i en altres cap a les 15:00, quan un antic milici que s'havia negat a involucrar-se a causa de les tensions va ser assassinat per un antic company i el seu cos es va cremar juntament amb la seva casa, segons els supervivents, inclosa l'esposa del milicià. Després d'aquest incident, els joves Samri kebele, en grups de 20 a 30 cadascun, acompanyats de 3 o 4 membres de la policia local i de la milícia, van anar casa per casa matant persones que ja havien estat identificades com a amhàrees ètniques o altres minories, "colpejar-los amb porres / pals, apunyalar-los amb ganivets, matxets i barretes i escanyar-los amb cordes", així com propietats de saqueig. Com que els treballadors migrants vivien de deu a quinze en una casa, el nombre de morts va augmentar ràpidament. La policia i els milicians van ser enviats a les cruïlles principals del carrer, disparant a qualsevol persona que intentés escapar de la violència. Algunes persones van aconseguir sobreviure amagant-se a les bigues, fent veure que eren morts, o evitant amb èxit les forces de seguretat i fugint cap a l'interior rural. No obstant això, algunes persones van ser seguides a les zones perifèriques i també allà van morir. No obstant això, molts residents ètnics de Tigre van donar refugi als seus veïns, amagant-los a casa seva, a les esglésies i a les granges. Una dona va amagar primer 13 persones a casa seva, abans de conduir-les a una granja propera, i una altra va ser colpejada pels joves Samri amb un matxet mentre intentava separar-les d'un home al qual havien cremat foc.
Fisseha Tekle va ser la investigadora d'Amnistia Internacional que va informar per primera vegada d'aquesta massacre per l'informe preliminar d'Amnistia. Amnistia va entrevistar testimonis que havien proporcionat menjar a l'ENDF. Els testimonis van dir que les forces lleials al Front d'Alliberament del Poble Tigray (TPLF) eren responsables, aparentment després d'haver lluitat contra les forces de l'ENDF. Tres persones van dir a Amnistia Internacional que els supervivents de la massacre els van dir que havien estat atacats per membres de la Força de Policia Especial de Tigre i altres membres del TPLF. Segons testimonis entrevistats per l'EHRC, ètnies amhares i Wolkait locals van ser els principals objectius de l'atac, però diversos membres d'altres grups ètnics també van morir en la violència. Els homes també estaven dirigits específicament a dones i nens, però molts d'ells van resultar ferits físicament i es van amenaçar amb futurs atacs. Els assassinats van continuar fins a primera hora del 10 de novembre, quan els autors van fugir de la ciutat per evitar l'avanç de les forces de l'exèrcit etíop, que van arribar tard aquell matí.

#### Reclamació: milícies d'Amhara / autors de l'ENDF
Un refugiat, Barhat, de 52 anys, que havia fugit al Sudan i afirmava haver estat present a la massacre va relatar una sèrie diferent d'esdeveniments. Havia fugit de "Moya Khadra" i va ser entrevistada per Reuters. Barhat va declarar que va fugir després que persones de la regió d'Amhara atacessin els tigrayans ètnics. Va afirmar que la gent d'Amhara "va matar a qualsevol que digués que eren tigraians. Ens van robar els diners, el bestiar i les collites de les nostres cases i vam córrer només amb la roba a l'esquena ".
Un estudiant de Tigre entrevistat pel Financial Times després de fugir al Sudan, Abrahaley Menasew, va tenir una ferida al cap que va atribuir a les milícies d'Amhara que l'atacaven a Mai Kadra. Abrahaley va declarar que el seu cap havia estat colpejat per una destral, que el "coll i el canell van ser tallats amb un matxet... i gairebé va perdre la mà". Va afirmar que els membres de la milícia "van discutir si el havien de matar o portar-lo" abans d'atacar-lo i creure que estava mort. Abrahaley va declarar que els seus amics d'Amhara havien informat les milícies de la seva ubicació a causa de la seva ètnia tigraiana.
Dotze refugiats tigraians entrevistats per Associated Press van declarar que havien estat atacats tant per les milícies d'Amhara com per l'ENDF.

### Víctimes
Segons Amnistia, es van matar "desenes", probablement centenars. Els mitjans locals van informar d'almenys 500 víctimes mortals. Tot i que l'EHRC no va poder confirmar de forma independent els xifres de morts, els comitès funeraris locals van estimar que almenys 600 persones havien mort, trigant tres dies a ser enterrades en fosses comunes, i que aquest nombre no incloïa les persones que havien estat assassinades a les zones perifèriques i encara havia estat enterrat. Les víctimes eren tractades a l'hospital tan lluny com Gonder. Tot i que la majoria de les víctimes eren homes, diverses dones havien "patit ferides físiques i mentals". EHRCO va estimar 1100 morts basant-se en les seves pròpies observacions i recopilació de dades durant la visita del 3 al 11 de desembre de 2020.

## Regió més àmplia
Araqi Naqashi, un refugiat de 48 anys, va declarar que en una ciutat sense nom, "va veure llançar als carrers els cossos de persones que havien estat assassinades. Altres ferits van ser arrossegats amb una corda lligada a un rickshaw ", afirmant a més que" els tigrayans estan sent assassinats i perseguits. Es roba qualsevol cosa i la nostra zona va ser atacada amb tancs". Els sudanesos locals de la rodalia van afirmar haver sentit atacs aeris i els testimonis van dir que alguns dels refugiats van resultar ferits i que rebien ajuda mèdica en un centre mèdic. Un va dir que els bombardejos havien "enderrocat edificis i van matar persones" i que "va escapar, en part corrent a peu i en part en un cotxe, tement que es matessin civils".

### Massacre d'humera
Els refugiats entrevistats pel Daily Telegraph, The Guardian i The New York Times van afirmar que, en arribar a Humera a principis de novembre, les milícies amharanes, inclòs Fano, i l'ENDF dur a terme massacres i cops de tigrayans.

### Punt de vista del govern federal
El govern etíop, que s’ha ofert repetidament a l'hora d'acollir refugiats internament, ha suggerit que aquests informes poden ser desinformació, de manera similar a la manera com els hutus ètnics van fugir del país després del genocidi ruandès, inclosos els Interahamwe que van perpetrar el genocidi, així també els membres dels Samri. i les forces de seguretat i volen enganyar la premsa internacional presentant-se com a víctimes.> El primer ministre etíop, Abiy Ahmed, va afirmar que els refugiats del Sudan que compartien els seus relats sobre el conflicte només consistien en homes joves sense dones ni fills presents i va suggerir que els homes podrien ser els autors d'atrocitats. L'ACNUR va estimar que més del 70% dels refugiats eren dones, nens i ancians. A principis de desembre de 2020, el govern federal es va negar a permetre que es fessin investigacions internacionals independents per part dels organismes de defensa dels drets humans, afirmant que suposar que el govern no podia investigar els fets era "menystenir el govern" i que Etiòpia no "necessitava una mainadera".

## Seqüeles
Un testimoni va dir que dels que van fugir, molts eren dones i nens. L'oficina de l'Alt Comissionat de les Nacions Unides per als Refugiats va dir que els combats a Etiòpia havien provocat que més d'11.000 persones fugissin al Sudan fins ara. Deprose Muchena, directora d'Amnistia Internacional per a l'Àfrica Oriental i Meridional, va instar el govern a restablir totes les comunicacions a Tigre com a acte de rendició de comptes i transparència de les seves operacions militars a la regió i permetre l'accés lliure a organitzacions humanitàries i monitors dels drets humans. També es va instar a TPLF a deixar clar als seus comandants que els atacs deliberats contra civils estan prohibits. El líder de Tigre, Debretsion Gebremichael, va negar la responsabilitat en una declaració a Reuters, dient que "això és increïble... s'hauria d'investigar" i va acusar Abiy de "crear fets sobre el terreny".

## Investigacions

### EHRC i EHRCO
Un grup d'investigadors enviats per la Comissió de Drets Humans etíops va visitar Mai Kadra per investigar les matances massives entre el 14 i el 19 de novembre de 2020, com a part de les seves investigacions sobre violacions dels drets humans després d'informes de neteja ètnica. Les seves conclusions preliminars es van publicar el 24 de novembre. L'informe de l'EHRC va trobar que el 9 de novembre es va produir una massacre de civils per part d'un grup de joves tigraians del Samri kebele ajudat per les forces de seguretat de l'aleshores administració local. El comissari en cap de l'EHRC, Daniel Bekele, va dir: "Els crims inimaginablement atroços comesos contra civils sense cap altra raó que la seva ètnia són desgarradors. Tot i això, ens consolen les històries d'etíops que veien més enllà de l'origen ètnic que ajudaven els seus compatriotes en el seu moment de necessitat. Aquestes històries mantenen l'esperança d'un retorn a la convivència pacífica. Ara és una prioritat urgent que es doni reparació i rehabilitació a les víctimes i que els responsables implicats directament o indirectament a tots els nivells siguin responsables davant la llei ".
El Consell de Drets Humans d'Etiòpia va visitar Mai Kadra i les regions circumdants entre els dies 3 i 11 de desembre de 2020. Va treure conclusions similars a les del EHRC, però va estimar el nombre de víctimes com a 1100 i va aclarir que el terme Samri es referia al barri d'on eren la majoria dels joves directament responsables de la massacre.

### Policia Federal d'Etiòpia
A mitjans de desembre de 2020, l'Policia Federal d'Etiòpia (EFP) va detenir Enkuayehu Mesele en un camp de refugiats i Tesfaye Kebede, Abadit Abrha i tres persones més a Addis Abeba, per sospita d'haver participat en la massacre. Un oficial militar, Amanuel Belete, va acusar Enkuayehu de ser el líder de la massacre.